# A Kiskunfélegyházi Gépszövetkezet Kossuth-díjas tagjai
A Kiskunfélegyházi Gépszövetkezet négy traktorosa 1948-ban megosztva megkapta a Kossuth-díj ezüst fokozatát, az indoklás szerint mind a négyen „öt traktorral ellátott kiváló gépszolgálatért. Értékes munkájukra [az indoklás szerint] korábban is felfigyeltek, és az elmúlt évben [1947-ben] a Földművelésügyi Minisztérium is megjutalmazta tevékenységüket.”
A munkaközösség tagja volt:
- Gulyás Lajos (1915–?) traktoros
- Iványi János (1908–1972) traktoros
- Mészáros Imre (1925–1954) traktoros
- Simányi H. László (1911–1972) traktoros